# Montréal (Ardèche)
Montréal ist eine französische Gemeinde mit 569 Einwohnern (Stand 1. Januar 2022) im Département Ardèche in den Cevennen in der Region Auvergne-Rhône-Alpes. Sie ist Teil des Regionalen Naturparks Monts d’Ardèche, der Ort liegt am Ufer des Flusses Ligne.

## Bevölkerungsentwicklung
| Jahr                       | 1962 | 1968 | 1975 | 1982 | 1990 | 1999 | 2006 | 2016 |
| Einwohner                  | 271  | 290  | 276  | 324  | 381  | 462  | 492  | 574  |
| Quellen: Cassini und INSEE |      |      |      |      |      |      |      |      |

## Sehenswürdigkeiten
Die Burg Montréal liegt im Norden des Dorfes, etwa 500 m davon entfernt steht ein Joyeuse genannter Turm. Die Kirche Saint-Marc stammt aus dem 17. Jahrhundert.